# Daphnopsis crassifolia
Daphnopsis crassifolia är en tibastväxtart som först beskrevs av Jean Louis Marie Poiret, och fick sitt nu gällande namn av Carl Daniel Friedrich Meisner. Daphnopsis crassifolia ingår i släktet Daphnopsis och familjen tibastväxter. Inga underarter finns listade i Catalogue of Life.